# Liga de Rugby de Chile 2014
La Liga de Rugby de Chile de 2014 fue la quinta edición del torneo de rugby de Chile.

## Sistema de disputa
Cada equipo disputó encuentros frente a cada uno de sus rivales en condición de local y de visitante, totalizando 8 partidos cada uno, el equipo que al finalizar el torneo se ubicó en la primera posición, se coronó como campeón de este.
Puntuación
Para ordenar a los equipos en la tabla de posiciones se los puntuará según los resultados obtenidos.
- 3 puntos por victoria.
- 2 puntos por empate.
- 0 puntos por derrota.
- 1 punto bonus por ganar haciendo 3 o más tries que el rival.
- 1 punto bonus por perder por siete o menos puntos de diferencia.

## Tabla de posiciones
| Pos. | Equipo              | Encuentros | Encuentros | Encuentros | Encuentros | Tantos | Tantos | Tantos | PB | PB | Puntos |
| Pos. | Equipo              | PJ         | PG         | PE         | PP         | F      | C      | Dif    | BO | BD | Puntos |
| ---- | ------------------- | ---------- | ---------- | ---------- | ---------- | ------ | ------ | ------ | -- | -- | ------ |
| 1.º  | Los Troncos         | 8          | 6          | 0          | 2          | 149    | 140    | +9     | 3  | 0  | 21     |
| 2.º  | Old Macks           | 8          | 5          | 0          | 3          | 248    | 157    | +91    | 4  | 1  | 20     |
| 3.º  | Old John's          | 8          | 4          | 0          | 4          | 177    | 158    | +19    | 5  | 1  | 18     |
| 4.º  | Sporting Rugby Club | 8          | 4          | 0          | 4          | 134    | 144    | -10    | 2  | 1  | 15     |
| 5.º  | Viña RC             | 8          | 1          | 0          | 7          | 141    | 227    | -86    | 0  | 3  | 6      |

| Bandera de Chile    |
| Campeón Los Troncos |
| Segundo título      |